# Tito Pasqui
Tito Pasqui (né le 1er août 1846 à Forlì, en Émilie-Romagne et mort le 7 juillet 1925  dans la même ville) est un agronome et un homme politique italien.

## Biographie
Tito Pasqui était le fils de l'agronome Gaetano Pasqui et de Gertrude Silvagni.
Volontaire dans la Troisième guerre d'indépendance italienne avec Giuseppe Garibaldi, il reprit ses études après avoir déposé les armes, et passa une licence de mathématiques et un diplôme d'ingénieur civil. Il fut d'abord assistant à l'École agricole de Bologne.
Il prit une part active dans l'administration locale et nationale et devint député à la Chambre d'Italie en 1897.
Il fut représentant du Gouvernement à l'Exposition agricole universelle à Vienne et au Congrès international d'économie rurale et forestière. En 1900 il fut commissaire pour l'Italie à l'Exposition universelle de Paris.
Parmi les nombreuses décorations qu'il reçut, on relève les titres de :
- Grand officier de l'ordre de Santi Maurizio e Lazzaro et de la Couronne de l'Italie,
- chevalier de la Légion d'honneur (Paris) en 1900.
- Grand officier de l'Étoile de Roumanie.

Tito Pasqui mourut à 79 ans le 7 juillet 1925 à Forlì et y fut enterré.